# Шулявське кладовище
Шуля́вське кладови́ще — цвинтар, розташований у Солом'янському районі Києва, на Шулявці, за адресою вулиця Західна, 9. Відкритий для дозахоронення у родинних могилах.

## Історія
Кладовище відкрите 1885 року. Його початкові межі невідомі.

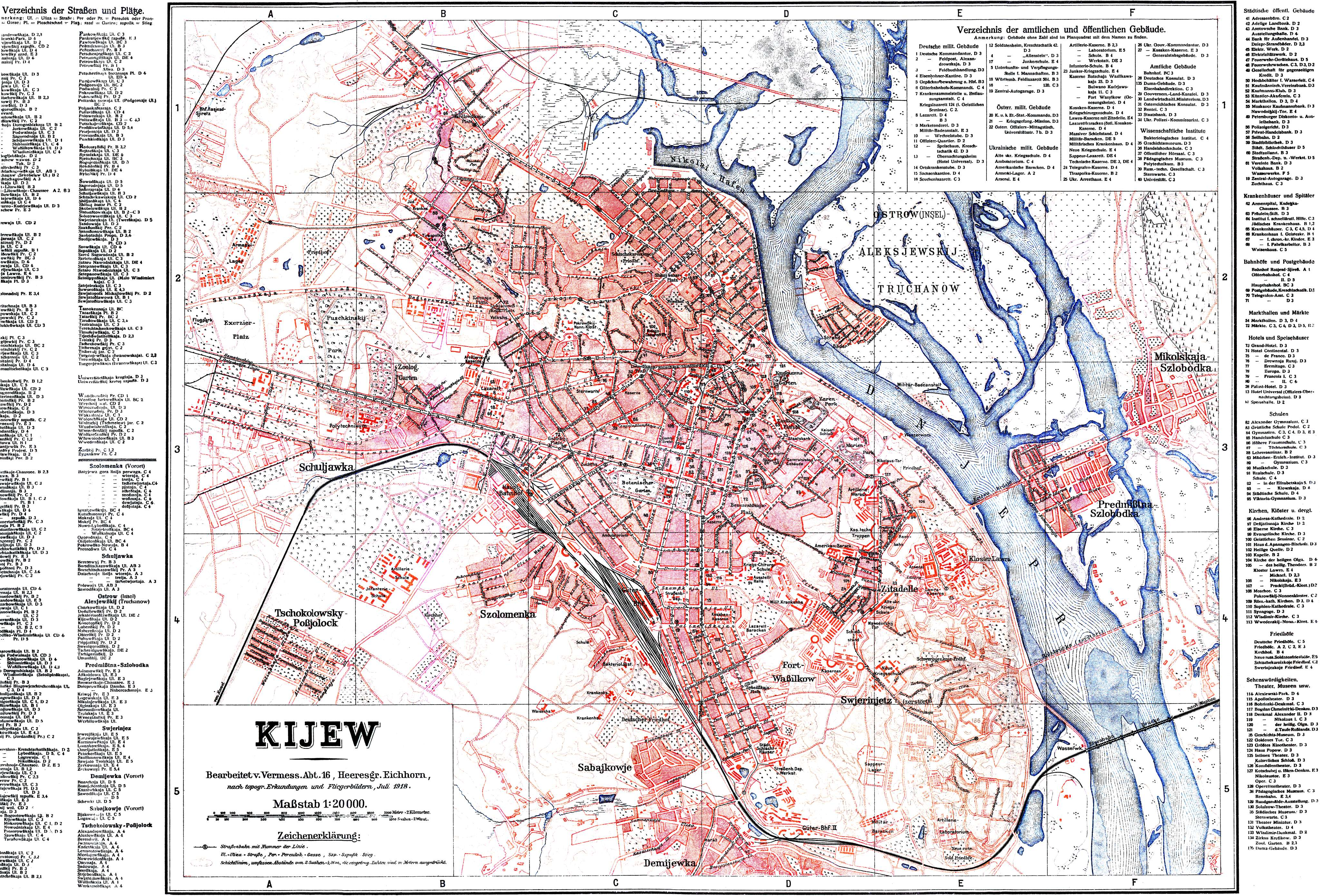
Кладовище на німецькій мапі 1918 року (сектор А3)

Згідно зі спогадами учасників подій 1918 року, кладовище використовувалося для масових розстрілів учасників більшовицько-української війни. Зміна кордонів кладовища та масова забудова території кладовища могла здійснюватися з метою приховання місць масового поховання.
1932 року посеред кладовища була прокладена вулиця, водночас знесли й цвинтарну каплицю. На місці каплиці тепер розташована церква святого Іоанна Хрестителя, яку побудували в 1990-х роках. При зведенні храму було використано будівлю бетонного вузла.
Цвинтар закрили 1961 року.
2002 року кладовище огороджене бетонним парканом, фактично на могилах розміщувався з десяток гаражів.

## Поховання

Могила Миколи Шепелєва

Тут збереглися кілька пам'ятників дореволюційних часів, знаходиться меморіал загиблих в роки Німецько-радянської війни, могила Героя Радянського Союзу Миколи Гавриловича Шепелєва, на честь якого у Києві назвали одну з вулиць у Новокараваєвих дачах.